# Phytocoris dimidiatus
Phytocoris dimidiatus, auch Halbe Laubweichwanze genannt, ist eine Wanzenart aus der Familie der Weichwanzen (Miridae).

## Merkmale
Die Wanzen werden 5,5 bis 7,2 Millimeter lang. Die Arten der Gattung Phytocoris sind auf Grund ihrer langen Schenkel (Femora) der Hinterbeine und dem langen ersten Fühlerglied erkennbar. Nur Miridius quadrivirgatus besitzt diese Merkmale ebenfalls. Phytocoris dimidiatus kann man anhand der nicht scharf abgegrenzten Schwarzfärbung am Pronotum und der stark dunkel gefleckten Körperoberseite erkennen. Die blassen Binden an den Schienen (Tibien) der mittleren Beine sind schmäler oder gleich breit wie die dunklen Binden. Die Art ähnelt Phytocoris reuteri sehr und kann von dieser nur sicher durch eine genitalmorphologische Untersuchung unterschieden werden. Sowohl die Männchen, als auch die Weibchen sind voll geflügelt (makropter).

## Vorkommen und Lebensraum
Die Art ist in Europa mit Ausnahme des hohen Nordens und des östlichen Mittelmeerraums und östlich bis Zentralasien verbreitet. Sie wurde durch den Menschen auch in Nordamerika eingeschleppt. In Deutschland und Österreich ist sie weit verbreitet und kommt auch in den Mittelgebirgen vor. Sie ist nicht häufig, aber dennoch regelmäßig auffindbar.

## Lebensweise
Die Wanzen leben an Laubgehölzen. Man findet sie an Obstbäumen wie Äpfeln (Malus), Birnen (Pyrus) und Pflaume (Prunus domestica), bevorzugt auf älteren Bäumen mit Flechtenbewuchs. Seltener findet man sie auch an Eichen (Quercus), Linden (Tilia), Buchen (Fagus), Eschen (Fraxinus) oder Weiden (Salix). Die Tiere sitzen am Tag am Stamm oder auf dicken Ästen zwischen Flechten und Spalten in der Rinde. Sie ernähren sich zoophytophag. Insbesondere die Männchen lassen sich nachts durch künstliche Lichtquellen anlocken. Die Nymphen treten ab April auf, die Imagines ab Mitte Juni, selten auch ab Ende Mai und können bis in den November beobachtet werden. Deswegen wird vermutet, dass die Art in zwei Generationen pro Jahr auftritt.

## Belege